# Sainte-Julie (Ain)
Sainte-Julie is een gemeente in het Franse departement Ain (regio Auvergne-Rhône-Alpes). De plaats maakt deel uit van het arrondissement Belley. De gemeente telde 1.092 inwoners op 1 januari 2022.

## Geografie
De oppervlakte van Sainte-Julie bedroeg op 1 januari 2022 11,15 vierkante kilometer; de bevolkingsdichtheid was toen 97,9 inwoners per km².
De onderstaande kaart toont de ligging van Sainte-Julie met de belangrijkste infrastructuur en aangrenzende gemeenten.

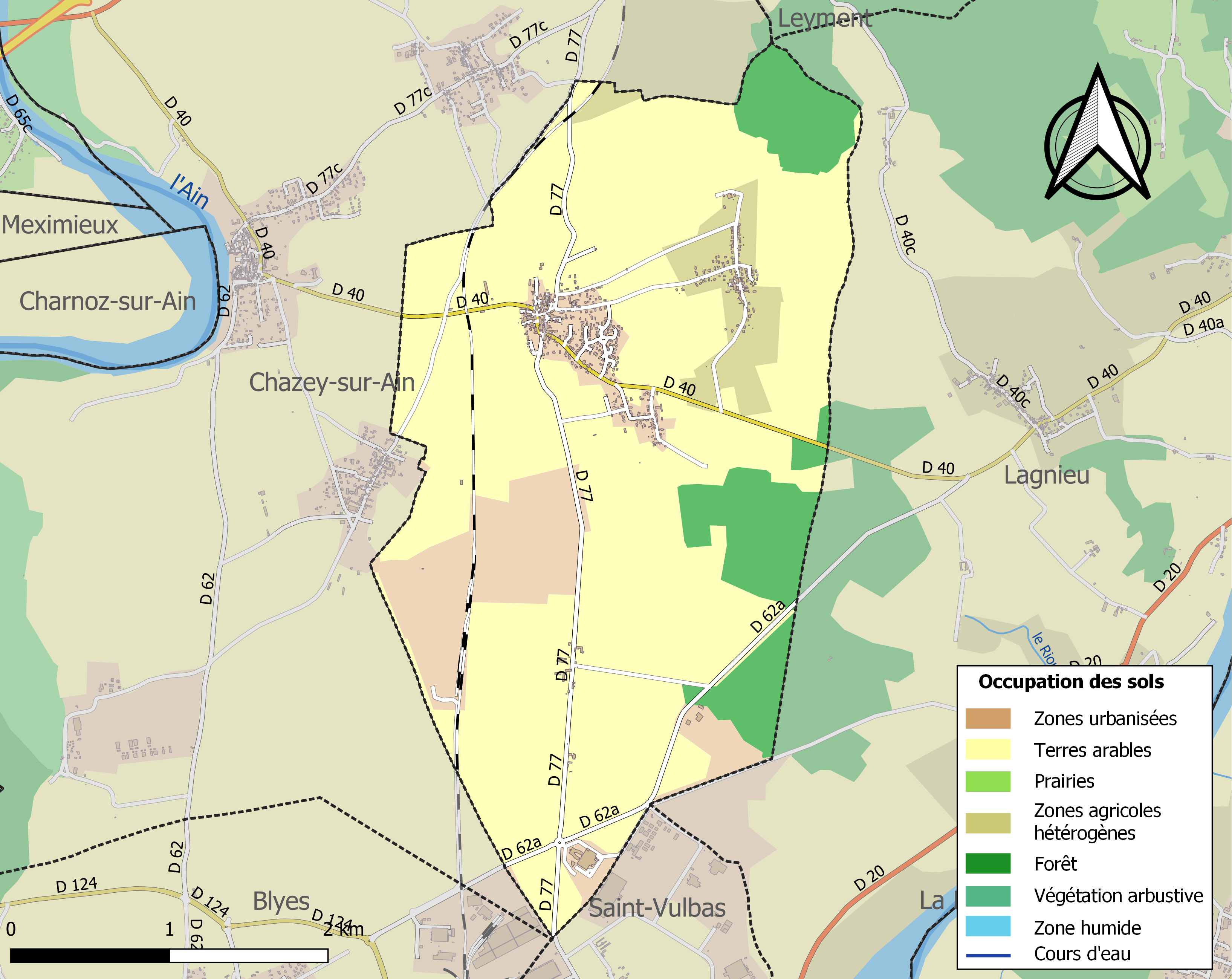

## Demografie
Onderstaande figuur toont het verloop van het inwonertal (bron: INSEE-tellingen).

Vanwege een beveiligingsprobleem met de MediaWiki Graph-software is het momenteel niet mogelijk deze grafiek weer te geven. Zodra de software is bijgewerkt zal de grafiek vanzelf weer zichtbaar worden.